# Piper mucronatum
Piper mucronatum är en pepparväxtart som beskrevs av C. Dc.. Piper mucronatum ingår i släktet Piper och familjen pepparväxter. Inga underarter finns listade i Catalogue of Life.